# Harleston, Norfolk
Harleston är en ort i Storbritannien.   Den ligger i grevskapet Norfolk och riksdelen England, i den sydöstra delen av landet, 140 km nordost om huvudstaden London. Harleston ligger 34 meter över havet och antalet invånare är 3 986. Byn nämndes i Domedagsboken (Domesday Book) år 1086, och kallades då Heroluestuna.
Terrängen runt Harleston är platt. Runt Harleston är det ganska tätbefolkat, med 108 invånare per kvadratkilometer. Närmaste större samhälle är Beccles, 19,2 km öster om Harleston. Trakten runt Harleston består till största delen av jordbruksmark.